# Crambus mozarti
Crambus mozarti là một loài bướm đêm trong họ Crambidae.